# Saint-Domingue
Saint-Domingue là một thuộc địa của Pháp ở Tây Ấn từ năm 1659 đến năm 1804 trên đảo Hispaniola thuộc vùng Caribe; hòn đảo hiện có hai quốc gia, Cộng hòa Dominica và Haiti. Đôi khi, cái tên này cũng được sử dụng cho toàn bộ hòn đảo Hispaniola, trên danh nghĩa, tất cả đều là thuộc địa của Pháp.